# Matchbox Twenty
Matchbox Twenty (còn được viết là Matchbox 20 hay MB20) là một ban nhạc Mỹ được thành lập năm 1995 tại Orlando, Florida. Nhóm nhạc hiện nay bao gồm Rob Thomas (hát chính, piano), Paul Doucette (guitar, hát phụ), Brian Yale (bass), Kyle Cook (guitar chính, hát phụ) và Ryan McMillian (trống).
Matchbox Twenty nổi tiếng ngay từ album đầu tay, Yourself or Someone Like You (1996), với chứng chỉ Kim cương ở Mỹ và Bạch kim ở Úc, Canada và New Zealand. Album thứ hai, Mad Season (2000), đứng thứ 3 trong Billboard 200 và giành chứng chỉ 4x Bạch kim ở Mỹ. Album tiếp theo của họ, More Than You Think You Are (2002), dù không thành công bằng album trước đó cũng giành được 2x Bạch kim ở Mỹ.
Năm 2005, Adam Gaynor rời ban nhạc và Paul Doucette được mời thay thế. Phải tới năm 2007, album thứ tư của họ, Exile on Mainstream mới được ra mắt và giành được chứng chỉ Vàng ở Mỹ. Album mới nhất của họ, North, được ra mắt vào giữa năm 2012 thậm chí còn có được vị trí quán quân tại Billboard 200.
Matchbox Twenty là ban nhạc hiếm hoi còn trung thành với thể loại alternative rock, vốn được coi là thoái trào sau thành công của U2. Tới nay, ban nhạc đã có 4 đề cử Grammy cho những hạng mục xuất sắc nhất. Rob Thomas, nhóm trưởng và là ca sĩ của nhóm, được coi là một trong những giọng ca rock xuất sắc nhất đương đại.

## Hình thành và phát triển

### Thành lập
Ba chàng trai Rob Thomas, Brian Yale và Paul Doucette sau thời gian tham gia ban nhạc Tabitha's Secret quyết định thành lập một ban nhạc mới vào năm 1995. Họ cuối cùng có được bộ đôi Kyle Cook và Adam Gaynor từ Học viện Âm nhạc Atlanta rồi đặt tên Matchbox Twenty. Hãng Atlantic Records đã nhanh chóng ký hợp đồng thu âm với 5 chàng trai trẻ ở Orlando, Florida, Mỹ.

### Yourself or Someone Like You
Album đầu tay, Yourself or Someone Like You, được ra mắt vào năm 1996. Đĩa đơn đầu tiên "Long Day" có được vị trí thứ 40 trong những đĩa đơn xuất sắc nhất 1997-1998, cùng với các bài hát khác như "3 A.M", "Push", "Back 2 Good". Riêng ở Mỹ, album đã bán được 12 triệu bản, và giành được chứng chỉ Kim Cương. Thành công của album còn vượt xa ra ngoài biên giới Mỹ khi được đón nhận nồng nhiệt ở Úc, New Zealand hay Canada.
Trong thời gian thu album thứ hai, ca sĩ chính của ban nhạc Rob Thomas còn đồng sáng tác và thể hiện ca khúc "Smooth" cùng với ban nhạc Santana. Ca khúc đoạt 3 giải Grammy vào năm 1999 cho các hạng mục: Thu âm của năm, Bài hát của năm và Hợp tác giọng Rock xuất sắc nhất. Cùng với thành công của Rob Thomas và album đầu tay, Matchbox Twenty nổi lên trở thành một trong những hiện tượng của nền nhạc Rock Mỹ.

### Mad Season
Năm 2000, Matchbox Twenty tung ra album thứ hai, Mad Season. "Bent" và "If You're Gone" được đánh giá cao trong vài bảng xếp hạng, trong khi những bài hát còn lại trong album không thu hút nhiều người nghe. Album cũng kịp giành được chứng chỉ 4x Bạch kim ở Mỹ.

### More than You Think You Are
Album thứ ba của ban nhạc được giới thiệu vào năm 2003. Rob Thomas khẳng định với người hâm mộ rằng ban nhạc sẽ trở lại với phong cách rock truyền thống của họ. Và album đã có được những thành công nhất định với những single được nhiều người biết đến như "Disease", "Unwell", và "Bright Lights". Doanh thu của album tiếp tục giảm sút song thời lượng phát trên radio đã tăng lên đáng kể. More than You Think You Are giành được chứng chỉ 2x Bạch kim cùng năm.
Năm 2003, ban nhạc giới thiệu album EP trong đó có 6 bài hát được thể hiện bằng phong cách acoustic.
Năm 2004, ban nhạc giới thiệu DVD Show: A Night in the Life of Matchbox Twenty quay lại buổi biểu diễn của họ tại Atlanta với 20 bài hát, trong đó bao gồm cả những bài hát từng thành công của họ.

### Sự ra đi của Adam Gaynor và gián đoạn
Năm 2005, Gaynor quyết định rời khỏi ban nhạc sau những tranh cãi về dự định album mới.
Rob Thomas cùng lúc ra mắt album solo Something to Be mà trong đó những đĩa đơn "Lonely No More", "This Is How a Heart Breaks", "Ever the Same", Streetcorner Symphony giúp cho album đứng đầu Billboard 200 trong 5 tuần.
Trong bộ phim Meet the Robinsons năm 2007, Rob Thomas tham gia đóng góp vào nhạc phim với bài hát chính "Little Wonders".

### Exile on the Mainstream
Trái với những tin đồn ban nhạc đã tan rã, Matchbox Twenty cho ra mắt album thứ tư của họ, Exile on the Mainstream, vào cuối năm 2007. Paul Doucette thay thế Adam Gaynor trong vai trò guitar và không phụ trách trống cho ban nhạc, thay vào đó là Ryan McMillian.
Trong album, bên cạnh phong cách vốn có, ban nhạc đã thử nghiệm một số pha trộn giữa Rock ballad và Country rock. Hai đĩa đơn đầu tiên trong album "How Far We've come" và "These Hard Times" đều được công chiếu rộng rãi trên các kênh MTV và Channel V.
Năm 2008, Matchbox Twenty làm tour diễn cùng với Alanis Morissette và Mutamath.
Sau tour diễn, Rob Thomas tiếp tục cho ra mắt album solo thứ hai Cradlesong. Trong vài bài phỏng vấn về hoạt động của ban nhạc, Rob Thomas nói anh tạm thời dừng hoạt động của ban nhạc cho tới khi họ có tour diễn tiếp theo vào năm 2010.

### North
Rob Thomas chia sẻ trên Twitter năm 2011 rằng album thứ năm ra mắt vào đầu năm 2012. Dự án cuối cùng hoàn thiện thành album North, phát hành vào ngày 28 tháng 8 tại Úc và 4 tháng 9 cùng năm trên toàn thế giới. Họ cũng tổ chức tour diễn quảng bá album liền sau đó mang tên North Tour. Dù có được nhiều đánh giá trái chiều, đây lại là album đầu tiên của Matchbox Twenty giành được vị trí quán quân tại Billboard.

## Giải thưởng

### Giải Grammy
| Năm  | Đề cử / Tác phẩm            | Giải thưởng                                                          | Kết quả |
| ---- | --------------------------- | -------------------------------------------------------------------- | ------- |
| 1998 | "Push"                      | Giải Grammy cho Trình diễn song ca hoặc nhóm nhạc rock xuất sắc nhất | Đề cử   |
| 2001 | Mad Season                  | Album nhạc rock của năm                                              | Đề cử   |
| 2004 | "Unwell"                    | Trình diễn song ca hoặc nhóm nhạc pop xuất sắc nhất                  | Đề cử   |
| 2004 | More Than You Think You Are | Album nhạc Rock của năm                                              | Đề cử   |

### Giải Âm nhạc Mỹ
Theo AMA
| Năm  | Đề cử cho                    | Giải thưởng                        | Kết quả |
| ---- | ---------------------------- | ---------------------------------- | ------- |
| 1998 | Yourself Or Someone Like You | Album Pop/Rock được ưa thích       | Đề cử   |
| 1998 | Matchbox Twenty              | Nghệ sĩ mới Pop/Rock được ưa thích | Đề cử   |
| 1999 | Matchbox Twenty              | Ban nhạc Pop/Rock được ưa thích    | Đề cử   |
| 2003 | Matchbox Twenty              | Ban nhạc Pop/Rock được ưa thích    | Đề cử   |
| 2003 | Matchbox Twenty              | Fan's Choice Award                 | Đề cử   |

### APRA Awards
Theo APRA
| Năm  | Đề cử cho                                                             | Giải thưởng                                  | Kết quả   |
| ---- | --------------------------------------------------------------------- | -------------------------------------------- | --------- |
| 2009 | "All Your Reasons" – Kyle Cook, Rob Thomas, Paul Doucette, Brian Yale | Nghệ sĩ nước ngoài được phát sóng nhiều nhất | Đoạt giải |